# Liudhard

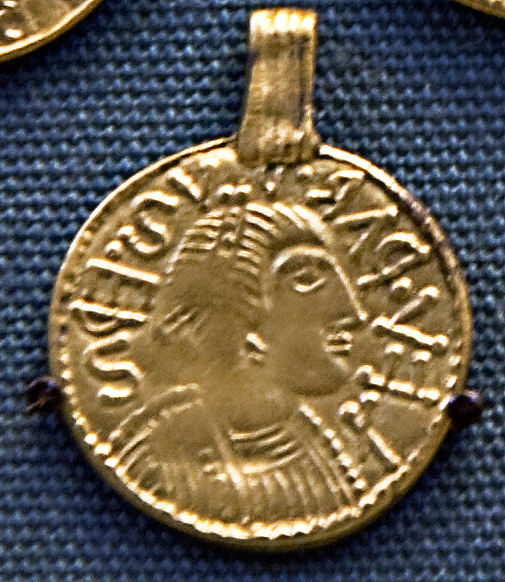
Replik einer Gedenkmedaille zu Ehren Liudhards

Liudhard (auch Leudard, Letard oder Letald; † um 600) war ein fränkischer Bischof im späten 6. Jahrhundert.

## Leben
Zu Liudhards Herkunft wurden keine Angaben überliefert. Auch das Bistum, dem er vorstand, ist unbekannt. Um 580 heiratete Bertha, die Tochter des merowingischen Frankenkönigs Charibert I. und der Ingoberga, den heidnischen Æthelberht I. von Kent. Sie brachte Bischof Liudhard als ihren Kaplan mit nach England. Mit der Entsendung eines Bischofs war sicherlich eine Missionstätigkeit und die Weihe von Priestern beabsichtigt, doch wurde keine Christianisierung durch Liudhard überliefert. Möglicherweise fand er bei seiner Ankunft bereits eine romano-britannische christliche Gemeinde vor. Grabfunde im Umfeld der Kirche weisen auf Bekehrungen durch Liudhard hin. Andererseits sollte er wohl auch als Diplomat für Chilperich I. von Neustrien am Hof in Canterbury tätig sein und pflegte Kontakte mit den Bischöfen des Frankenreiches. Eine aus römischer Zeit stammende Kirche wurde wieder aufgebaut und dem heiligen Martin von Tours, einem der Hauptpatrone der fränkischen Königsfamilie, geweiht. Die St.-Martins-Kirche in Canterbury gehört heute zum Weltkulturerbe der UNESCO. Liudhard brachte fränkische Kultureinflüsse an den Hof Eormenrics und Æthelberhts in Canterbury. Er starb vermutlich im Jahr 595 oder um 600 und wurde in der Martinskapelle, dem Mausoleum der Abteikirche „Peter und Paul“, in Canterbury beigesetzt. Er wird als Heiliger verehrt. Sein Festtag ist der 24. Februar.
Wilhelm von Malmesbury, ein Geschichtsschreiber des 12. Jahrhunderts, berichtete, dass die Reliquien Liudhards während einer Dürre in einer Prozession umhergetragen wurden und es daraufhin heftig regnete. Im 19. Jahrhundert wurde nahe der St.-Martins-Kirche der „Canterbury Hoard“ gefunden. Er enthielt neben anderen Objekten eine Gedenkmedaille zu Ehren Liudhards aus dem ausgehenden 6. Jahrhundert mit der Inschrift LEV·DΛR·DVS·EP(iscopu)S („Bischof Liudhard“). Es ist unbekannt, ob das Objekt ursprünglich als Münze gedacht war und sekundär als Medaillon verwendet wurde, doch wird es überwiegend als originäres Schmuckstück und Amulett angesehen.